# Iacob Stamati

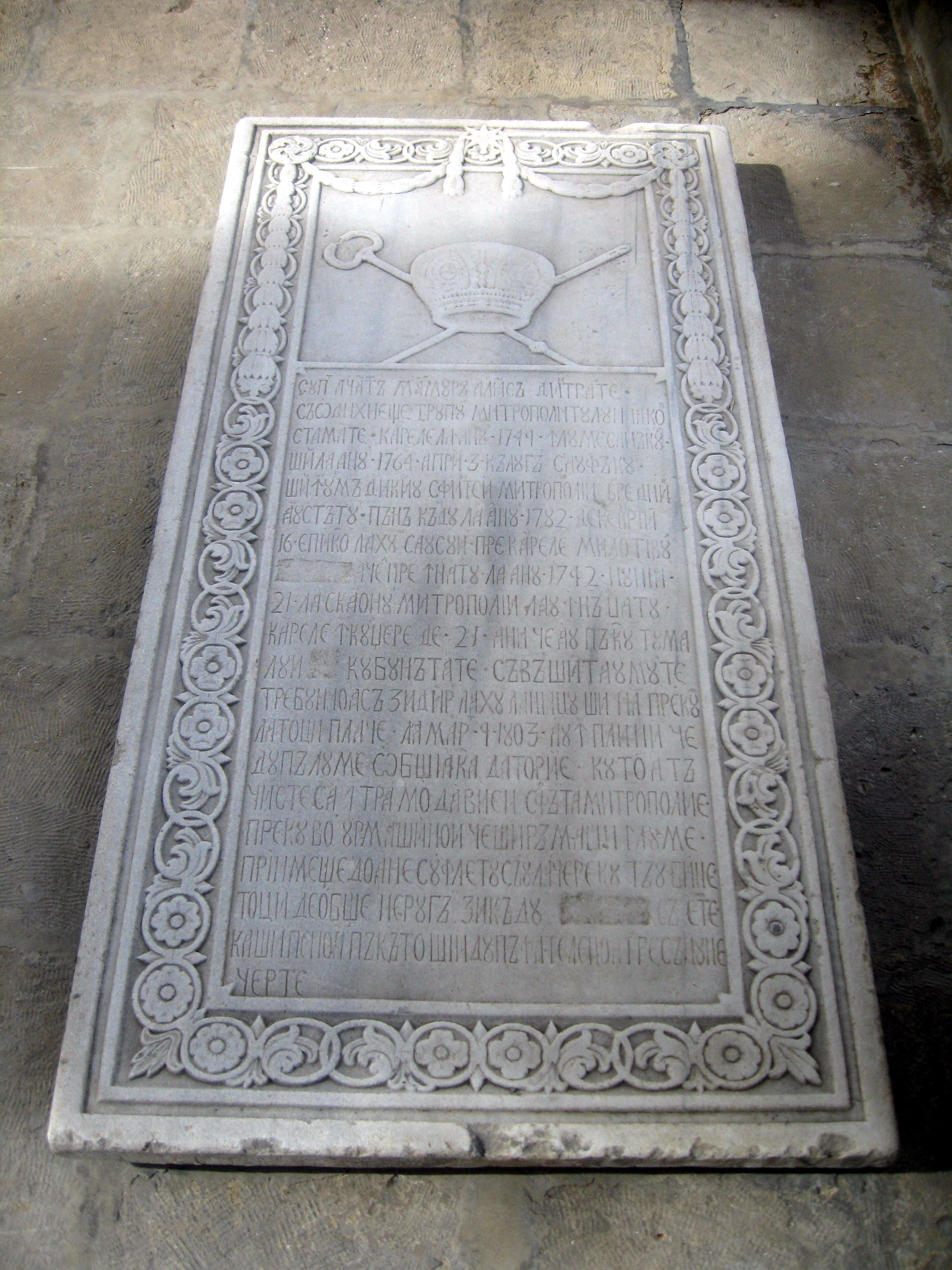
Lespedea funerară a mitropolitului Iacob din pridvorul Catedralei vechi „Sf. Gheorghe” din Iași

Iacob, probabil cu numele laic de Ioan Stamati-Strămătura, numit și Iacob Nemțeanul, Iacov Stamati sau Iacob Stamate, (n. 24 iunie 1749, Bistrița, Monarhia Habsburgică – d. 12 martie 1803, Iași⁠(d), Iași, România) a fost un episcop ortodox moldovean, care a îndeplinit funcția de mitropolit al Moldovei în perioada 1792–1803.

## Biografie
Se știu puține despre originea sa. Cel mai probabil provine dintr-o familie de țărani săraci din Transilvania; pe tatăl său îl chema Alexandru, dar detaliile despre mamă sunt necunoscute. La unsprezece ani, viitorul mitropolit a intrat în Mănăstirea Neamț din Moldova. La 3 aprilie 1764 a fost tuns călugăr, luând numele monahal de Iacob. În mănăstire a învățat să citească și să scrie de la un călugăr mai educat. La scurt timp după intrarea în viața monahală, i s-a încredințat funcția de iconom al mănăstirii, care avea la acea vreme circa 500 de călugări. Apoi, din ordinul mitropolitului Moldovei, Gavriil, s-a mutat la Iași ca administrator al bunurilor mitropolitane. Încurajat de Gavriil, și-a continuat educația.
În 1782 a fost hirotonit episcop al Hușilor și a rămas în această funcție timp de zece ani. A ajutat la reînnoirea și înflorirea eparhiei dărăpănate, dezvoltând activități pastorale, educaționale și culturale, deschiderea de noi biserici, renovarea și organizarea școlilor, sprijinirea elevilor. În 1792 a fost numit mitropolit al Moldovei. În calitate de conducător al Bisericii Ortodoxe din Principatul Moldovei, și-a continuat activitatea recentă, contribuind la dezvoltarea culturii românești. A fost o figură influentă la curtea domnilor succesivi, care nu luau hotărâri fără a consulta boierii și mitropolitul. În Iași, a început construcția unei noi reședințe mitropolitane și a unei biserici private a Tuturor Sfinților și a renovat bisericile „Sf. Gheorghe” și „Întâmpinarea Domnului”, situate lângă reședința mitropolitană. A deschis numeroase școli ortodoxe noi. A susținut tipărirea de carte: a publicat în Iași Evangheliarul, Trebnicul și Psaltirea (1794), Apostolul (1795) și alte cărți liturgice și teologice, precum și Aritmetică și Geografia moldovenească ale episcopului Amfilohie al Hotinului pentru școli.
A rămas în funcție până la moartea sa în 1803. A fost înmormântat în apropierea Catedralei „Sf. Gheorghe” din Iași. Iacob a fost succedat în funcție de ucenicul său spiritual Veniamin Costache.